# Anarchodes
Anarchodes is een geslacht van Phasmatodea uit de familie Diapheromeridae. De wetenschappelijke naam van dit geslacht is voor het eerst geldig gepubliceerd in 1908 door Redtenbacher.

## Soorten
Het geslacht Anarchodes omvat de volgende soorten:
- Anarchodes atrophicus (Pallas, 1772)
- Anarchodes lyratus Redtenbacher, 1908
- Anarchodes magnificus Brock, 1999